# 巾上 (松本市)
巾上（はばうえ）は長野県松本市の松本駅西口（通称アルプス口）周辺の町名。丁番を持たない単独町名である。住居表示実施済み。（住居表示実施地区。1966年に設定）。

## 概要
松本協立病院やホテルモンターニュ松本、阿弥陀院がある。駅西口は長い間未整備であり、商業面では旧野麦街道沿いに個人商店が並ぶ程度である。都市的な東口とは正反対であったが、松本駅の改築工事とともに西口周辺が再開発され、ロータリーやバス停留所、西口へのアクセス道路（松本駅西口線）などが完成した。
ホテルなどもあるが住宅が目立ち、西側に田川が、北側に女鳥羽川が、中央に長澤川が流れている。
江戸時代は庄内村の一部であった。

## 歴史
- 1966年（昭和41年）7月1日 - 住居表示実施[4]。

## 世帯数と人口
2018年（平成30年）10月1日現在の世帯数と人口は以下の通りである。
| 町丁 | 世帯数  | 人口  |
| ---- | ------- | ----- |
| 巾上 | 206世帯 | 375人 |

## 施設
- 松本協立病院